# Liga Nacional de Básquetbol 2024 (Chile)
La Temporada 2024 de la Liga UNO, por motivos de patrocinio Liga JUGA BET 2024 by Cecinas Llanquihue, fue la decimocuarta de la historia de la competición chilena de básquetbol. El campeonato comenzó el 12 de enero de 2024 con un formato de todos contra todos en partidos de ida y vuelta.
Cabe destacar que el torneo del año pasado no contaba con descensos; sin embargo, debido a problemas económicos fueron 3 los equipos que se retiraron para el presente campeonato. Siendo AB Temuco, Santiago Morning Quilicura y CD Tinguiririca.
A su vez, fueron dos equipos que consiguieron ascender de categoría. El primero de ellos fue el Liceo Pablo Neruda que se coronó campeón de la Liga DOS 2023, que venció por 3-1 a Sportiva Italiana. El otro ascendido, pero por decisión administrativa, fue la Sportiva Italiana, que, tras la deserción de TSF de la competencia, se le asignó su cupo, principalmente para mantener el número par de equipos competidores.
La liga llegó a su fin el 20 de julio, coronando a Colegio Los Leones de Quilpué como campeón inédito de la competición.

## Sistema de campeonato

### Temporada regular
Los 14 equipos participantes jugarán todos contra todos en dos ruedas:
•	Los clasificados del 1° al 6° puesto pasan directamente a cuartos de final.
•	Los clasificados del 7° al 10° lugar jugarán un play-in. 
•	Los clasificados en las posiciones 13° y 14° jugarán play-off por la permanencia (evitar el descenso).

### Permanencia
Los equipos posicionados 13° y 14° jugarán una llave al mejor de 5 partidos para evitar el descenso. Este tendrá un formato L-L-V-V-L y el perdedor jugará en 2025 en la Liga DOS.

### Play-in
Los equipos clasificados entre el 7° y 10° disputarán el Play-in para entrar a Play-offs, se disputará al mejor de 5 partidos con el siguiente formato:
- A: 7° vs 10°
- B: 8° vs 9°

En donde, los equipos 7° y 8° tendrán ventaja de localía en un formato L-L-V-V-L. Los ganadores de cada llave avanzan a cuartos de final.

### Play-offs
Cuartos de final
Los 8 equipos clasificados jugarán cuartos de final, formando los siguientes cruces:
- 1: 1° vs Play-in B
- 2: 2° vs Play-in A
- 3: 3° vs 6°
- 4: 4° vs 5°

Se jugará al mejor de 5 partidos, con formato L-L-V-V-L y los ganadores pasarán a semifinales.
Semifinal
Los 4 clasificados forman las siguientes llaves:
- Semifinal 1: Cuartos 1 vs Cuartos 4
- Semifinal 2: Cuartos 2 vs Cuartos 3

Se jugará al mejor de 5 partidos, con formato L-L-V-V-L y los ganadores pasarán a la gran final.
Finales
Los 2 equipos finalistas definirán al campeón de la Liga en una llave al mejor de 7 partidos.
Ambos equipos obtienen el derecho a participar en la siguiente edición de la Supercopa de Chile de Básquetbol.
A su vez, ambos ganan el derecho de representar a Chile en competiciones internacionales:
- El Campeón representa al país en la BCLA,
- Mientras que el Vicecampeón lo hace en la LSB. Sin embargo, ante las dificultades para reunir clubes que disputen la Liga, para la LSB 2024 el semifinalista mejor ubicado en la tabla de posiciones también obtiene un cupo a la competición.

## Ascensos y Descensos
| Pos. | Equipos ascendidos |
| ---- | ------------------ |
| 1°   | Liceo Pablo Neruda |
| 2°   | Sportiva Italiana  |

| Motivo      | Equipos descendidos de la Liga UNO 2023 |
| ----------- | --------------------------------------- |
| Retirado    | AB Temuco                               |
| Desafiliado | Santiago Morning                        |
| Retirado    | CD Tinguiririca                         |

## Equipos participantes

### Ubicación
|  |

| Equipo                    | Región        | Comuna o ciudad        |
| ------------------------- | ------------- | ---------------------- |
| Colegio Los Leones        | Valparaíso    | Quilpué                |
| Sportiva Italiana         | Valparaíso    | Valparaiso             |
| Municipal Puente Alto     | Metropolitana | Santiago (Puente Alto) |
| Universidad Católica      | Metropolitana | Santiago (Las Condes)  |
| Español de Talca          | Maule         | Talca                  |
| Universidad de Concepción | Biobío        | Concepción             |
| Liceo Pablo Neruda        | Araucanía     | Temuco                 |
| Las Ánimas de Valdivia    | Los Ríos      | Valdivia               |
| CD Valdivia               | Los Ríos      | Valdivia               |
| Español de Osorno         | Los Lagos     | Osorno                 |
| Atlético Puerto Varas     | Los Lagos     | Puerto Varas           |
| CEB Puerto Montt          | Los Lagos     | Puerto Montt           |
| ABA Ancud                 | Los Lagos     | Ancud                  |
| Naviera Ulloa de Castro   | Los Lagos     | Castro                 |

| Municipal Puente Alto Universidad Católica \| \| |
|                                                  |

|  |

## Información
| Nombre                    | Ciudad                 | Gimnasio                                           | Capacidad   | Entrenador           | Proveedor  | Auspiciador                   |
| ------------------------- | ---------------------- | -------------------------------------------------- | ----------- | -------------------- | ---------- | ----------------------------- |
| Colegio Los Leones        | Quilpué                | Gimnasio Colegio Los Leones                        | 800         | José Ángel Samaniego | Playmaker  | Knop Laboratorios             |
| Sportiva Italiana         | Valparaíso             | Arlegui Fortín Prat                                | 1.200 3.000 | Gianluca Pozo        | Playoff    | UVM                           |
| Municipal Puente Alto     | Santiago (Puente Alto) | Gimnasio Municipal Irene Velásquez                 | 3.000       | Pablo Ares           | Playoff    | CMPC                          |
| Universidad Católica      | Santiago (Las Condes   | Edificio de Deportes UC                            | 1.500       | Bernardo Murphy      | Macron     | CMPC                          |
| Español de Talca          | Talca                  | Gimnasio Cendyr Sur Gimnasio Manuel Herrera Blanco | 1.500 4.500 | Pablo Gatica         | Zeus Sport | PF                            |
| Universidad de Concepción | Concepción             | Casa del Deporte                                   | 2.000       | Cipriano Núñez       | Live PRO   | Mundo                         |
| Liceo Pablo Neruda        | Temuco                 | Costanera del Cautín                               | 1.000       | Álvaro Acuña         | Zeus Sport | Municipalidad de Temuco       |
| Las Ánimas de Valdivia    | Valdivia               | Gimnasio de Las Ánimas Coliseo Antonio Azurmendy   | 500 5.000   | Jorge Luis Alvárez   | Zeus Sport | Aserradero El Arenal          |
| CD Valdivia               | Valdivia               | Coliseo Municipal Antonio Azurmendy                | 5.000       | Gabriel Schamberger  | Live PRO   | Tepal Willamette              |
| Español de Osorno         | Osorno                 | Gimnasio Monumental María Gallardo                 | 5.500       | Rodrigo Isbej        | Playoff    | Bonisimo                      |
| Atlético Puerto Varas     | Puerto Varas           | Gimnasio Fiscal de Puerto Varas                    | 1.300       | Damián Gamarra       | Evensport  | Cecinas Llanquihue            |
| CEB Puerto Montt          | Puerto Montt           | Gimnasio Municipal de Puerto Montt                 | 2.000       | Johao Tapia          | Evensport  | Municipalidad de Puerto Montt |
| ABA Ancud                 | Ancud                  | Gimnasio Fiscal de Ancud                           | 2.500       | José Luis Pisani     | Playoff    | Municipalidad de Ancud        |
| Naviera Ulloa de Castro   | Castro                 | Gimnasio Municipal de Castro                       | 1.500       | Leandro Hiriart      | Playoff    | Naviera Ulloa                 |

### Cambios de entrenador
| Equipo                  | Entrenador saliente | Duración     | Posición en la tabla | Entrenador entrante |
| ----------------------- | ------------------- | ------------ | -------------------- | ------------------- |
| Atlético Puerto Varas   | Patricio Robles     | Pretemporada | Pretemporada         | Damián Gamarra      |
| Español de Talca        | Luis Nicoletti      | Pretemporada | Pretemporada         | Alejandro Iturra    |
| Naviera Ulloa de Castro | Damián Gamarra      | Pretemporada | Pretemporada         | Fernando Rivera     |
| Español de Talca        | Alejandro Iturra    | Copa Chile   | Copa Chile           | Pablo Gatica        |
| Naviera Ulloa de Castro | Fernando Rivera     | Copa Chile   | Copa Chile           | Leandro Hiriart     |
| Español de Osorno       | Marcelo Macías      | Semana 1 - 9 | 2° (12-5)            | Rodrigo Isbej       |

### Jugadores extranjeros
Todos los equipos pueden registrar como 2 jugadores extranjeros y pueden optar a un tercer jugador, según las bases de la liga. Durante el transcurso de la competición pueden realizar hasta 5 cambios de jugador. En negrita los jugadores extranjeros que continúan en planilla en sus respectivos clubes.
| Club                      | Jugador 1           | Jugador 2            | Jugador 3          | Cambio 1              | Cambio 2             | Cambio 3          | Cambio 4             | Cambio 5           |
| ------------------------- | ------------------- | -------------------- | ------------------ | --------------------- | -------------------- | ----------------- | -------------------- | ------------------ |
| Colegio Los Leones        | Alani Moore         | Jerry Evans (2)      | Bryan Carabalí     | Justin Satchell       | Xavier Hill-Mais (1) | Jerry Evans (1)   | Xavier Hill-Mais (2) | Brandon Peterson   |
| Sportiva Italiana         | Keaton Hervey       | Jonathan Ocasio      | Mateo Giano        | Martín Irrutia        | Kaleb Vaughn         |                   |                      |                    |
| Municipal Puente Alto     | Justin Everett      | Dishon Lowery        | Augusto Alonso     | King Revolution       | Tyler Moffe          | Anthony Danridge  | Alejo Montes         | Esteban Cantarutti |
| Universidad Católica      | Álvaro Peña         | D'Ayerian Montgomery | Ángel Galaviz      | Taurus Adams II       | Lisandro Tempo       |                   |                      |                    |
| Español de Talca          | Santiago Serna      | Reggie Backer        | DJ Foreman         | Jaden Sayles          | Jamal Poplar Jr.     | Jamarius Mayberry |                      |                    |
| Universidad de Concepción | Derrick Woods       | Roquez Johnson       | Charles Thomas III | Marquez Letcher-Ellis | Pieter Prinsloo      |                   |                      |                    |
| Liceo Pablo Neruda        | Damont’a Wright     | Kam Rowan            | Brandon Johnson    | Isayah Johnson        | Thomas Lang          | Gabriel Mendes    |                      |                    |
| Las Ánimas de Valdivia    | Christian Schoppler | Rakim Brown          | Chris Hooper       | Cristian Amicucci     |                      |                   |                      |                    |
| CD Valdivia               | Juan Manuel Rivero  | Dwayne Russell Jr    | Ignacio Alessio    | Tirrell Brown II      | Sean Lloyd           | Josh Apple        |                      |                    |
| Español de Osorno         | Arnold Louis        | Rashad Hassan        | Austin Wrighten    | Darnell Cowart        | Alante Fenner        | Mateo Bolívar     |                      |                    |
| Atlético Puerto Varas     | Yahota Rasas        | Brian Osuna          | Shamell Stallworth | Romeao Ferguson       | Edgardo Torne        | Airen Brooks      | Traylynn Spencer     |                    |
| CEB Puerto Montt          | Jordan Cárdenas     | James Jones          | Nicholas Wadell    | Jeremy Ireland        | Stan Scott           | André Coimbra     |                      |                    |
| ABA Ancud                 | Rohndell Goodwin    | Aaron Fuller         | Jonathan Slider    | Matías Eidintas       | Dennis McKinney      | Grant Lozoya      | Xavier Gibson        | Erik Thomas        |
| Naviera Ulloa de Castro   | Martín Perdomo      | Adris de León        | Malik Wineglass    | Cristian Zenclussen   | Latraius Mosley      | Justin Jackson    |                      |                    |

## Tabla de posiciones
Clave: PTOS: Puntos; PJ: Partidos jugados; PG: Partidos ganados; PP: Partidos Perdidos; AF: Puntos a Favor; EC: Puntos en Contra; DIF: Diferencia de puntos.
- Actualizado el 6 de mayo de 2024. Fuente:[5]

| Pos | Equipo                    | PTOS | PJ | PG | PP | AF   | EC   | DIF  |
| --- | ------------------------- | ---- | -- | -- | -- | ---- | ---- | ---- |
| 1   | Colegio Los Leones        | 47   | 26 | 21 | 5  | 2221 | 1784 | 437  |
| 2   | ABA Ancud                 | 47   | 26 | 21 | 5  | 2168 | 2024 | 144  |
| 3   | Español de Osorno         | 46   | 26 | 20 | 6  | 2170 | 1834 | 336  |
| 4   | Universidad de Concepción | 46   | 26 | 20 | 6  | 2260 | 2063 | 194  |
| 5   | CD Valdivia               | 41   | 26 | 15 | 11 | 2192 | 2107 | 85   |
| 6   | Municipal Puente Alto     | 40   | 26 | 14 | 12 | 2064 | 1976 | 88   |
| 7   | CD Las Ánimas             | 40   | 26 | 14 | 12 | 2121 | 2108 | 13   |
| 8   | Naviera Ulloa             | 37   | 26 | 11 | 15 | 1861 | 1889 | -28  |
| 9   | Sportiva Italiana         | 36   | 26 | 10 | 16 | 2047 | 2171 | -124 |
| 10  | Atlético Puerto Varas     | 36   | 26 | 10 | 16 | 2075 | 2163 | -88  |
| 11  | Universidad Católica      | 34   | 26 | 8  | 18 | 1934 | 2036 | -102 |
| 12  | Liceo Pablo Neruda        | 32   | 26 | 6  | 20 | 1836 | 2185 | -349 |
| 13  | CEB Puerto Montt          | 32   | 26 | 6  | 20 | 1792 | 2137 | -345 |
| 14  | Español de Talca *        | 31   | 26 | 6  | 20 | 1963 | 2227 | -264 |

     Clasificados a play-offs.
     Clasificados a play-in.
     Disputarán la permanencia.

## Fixture

### Primera rueda
| Español de Talca  | 0-20   | Naviera Ulloa      | Cendyr Sur        | 12 de enero | 20:15 |
| UdeC              | 90-107 | ABA Ancud          | Casa del Deporte  | 12 de enero | 20:30 |
| Puerto Montt      | 75-66  | Liceo Pablo Neruda | Mario Marchant    | 13 de enero | 19:00 |
| Puerto Varas      | 85-94  | CDV                | Fiscal            | 13 de enero | 19:15 |
| Español de Osorno | 88-66  | Sportiva Italiana  | María Gallardo    | 13 de enero | 19:30 |
| Las Ánimas        | 83-82  | Puente Alto        | Coliseo Municipal | 13 de enero | 19:45 |
| Los Leones        | 87-72  | Basket UC          | Cubil Felino      | 13 de enero | 20:00 |
| Español de Talca  | 79-81  | ABA Ancud          | Cendyr Sur        | 13 de enero | 20:15 |
| UdeC              | 78-68  | Naviera Ulloa      | Casa del Deporte  | 13 de enero | 20:30 |
| Puerto Montt      | 69-91  | CDV                | Mario Marchant    | 14 de enero | 19:15 |
| Puerto Varas      | 80-75  | Liceo Pablo Neruda | Fiscal            | 14 de enero | 19:30 |
| Español de Osorno | 84-71  | Puente Alto        | María Gallardo    | 14 de enero | 19:45 |
| Las Ánimas        | 108-84 | Sportiva Italiana  | Coliseo Municipal | 14 de enero | 20:00 |

| Liceo Pablo Neruda    | 86-82 | Basket UC          | Gimnasio Costanera        | 19 de enero | 20:15 |
| CDV                   | 87-88 | Colegio Los Leones | Coliseo Municipal         | 19 de enero | 20:30 |
| Municipal Puente Alto | 77-97 | Puerto Varas       | Municipal Irene Velasquez | 20 de enero | 19:30 |
| ABA Ancud             | 63-60 | Español de Osorno  | Gimnasio Fiscal Ancud     | 20 de enero | 19.45 |
| Naviera Ulloa         | 61-75 | Las Animas         | Municipal de Castro       | 20 de enero | 20:00 |
| Sportiva Italiana     | 67-60 | Puerto Montt       | Gimnasio Arlegui          | 20 de enero | 20:15 |
| CDV                   | 85-71 | Basket UC          | Coliseo Municipal         | 20 de enero | 20:30 |
| Liceo Pablo Neruda    | 62-80 | Colegio Los Leones | Gimnasio Costanera        | 20 de enero | 20:45 |
| ABA Ancud             | 88-76 | Las Animas         | Gimnasio Fiscal           | 21 de enero | 18:45 |
| Naviera Ulloa         | 66-67 | Español de Osorno  | Municipal de Castro       | 21 de enero | 19:00 |
| Puente Alto           | 67-71 | Puerto Montt       | Municipal Irene Velasquez | 21 de enero | 19:15 |
| Sportiva Italiana     | 79-67 | Puerto Varas       | Gimnasio Arlegui          | 21 de enero | 19:30 |

| Español de Osorno  | 108-74 | Español de Talca  | Gimnasio Monumental       | 26 de enero | 20:00 |
| Colegio Los Leones | 85-52  | Sportiva Italiana | Cubil Felino              | 26 de enero | 20:15 |
| Basket UC          | 70-75  | Puente Alto       | Edificio de Deportes CDUC | 26 de enero | 20:30 |
| Las Ánimas         | 68-84  | UdeC              | Coliseo Municipal         | 26 de enero | 20:30 |
| Liceo Pablo Neruda | 70-73  | CDV               | Costanera del Cautín      | 27 de enero | 19:00 |
| Puerto Montt       | 80-92  | ABA Ancud         | Gimnasio Municipal        | 27 de enero | 19:15 |
| Puerto Varas       | 75-91  | Naviera Ulloa     | Gimnasio Fiscal           | 27 de enero | 19:30 |
| Las Ánimas         | 99-79  | Español de Talca  | Gimnasio Las Ánimas       | 27 de enero | 19:45 |
| Español de Osorno  | 88-81  | UdeC              | Gimnasio Monumental       | 27 de enero | 20:00 |
| Basket UC          | 94-82  | Sportiva Italiana | Edificio de Deportes CDUC | 27 de enero | 20:15 |
| Colegio Los leones | 70-62  | Puente Alto       | Cubil Felino              | 27 de enero | 20:30 |
| Puerto Montt       | 77-76  | Naviera Ulloa     | Gimnasio Municipal        | 28 de enero | 19:00 |
| Puerto Varas       | 81-109 | ABA Ancud         | Gimnasio Fiscal           | 28 de enero | 20:00 |

| Español de Talca  | 88-80  | Puerto Montt       | Manuel Herrera Blanco     | 2 de febrero | 20:15 |
| UdeC              | 100-98 | Puerto Varas       | Casa del Deporte          | 2 de febrero | 20:30 |
| Sportiva Italiana | SUSP   | CDV                | Arlegui                   | 3 de febrero | 19:00 |
| Naviera Ulloa     | 54-76  | Colegio Los Leones | Municipal de Castro       | 3 de febrero | 19:15 |
| UdeC              | 84-70  | Puerto Montt       | Casa del Deporte          | 3 de febrero | 19:30 |
| Puente Alto       | SUSP   | Liceo Pablo Neruda | Municipal Irene Velásquez | 3 de febrero | 19:45 |
| Las Ánimas        | 70-84  | Español de Osorno  | Coliseo Municipal         | 3 de febrero | 20:00 |
| ABA Ancud         | 86-84  | Basket UC          | Fiscal                    | 3 de febrero | 20:15 |
| Español de Talca  | 84-97  | Puerto Varas       | Miguel Herrera Blanco     | 3 de febrero | 20:30 |
| Sportiva Italiana | SUSP   | Liceo Pablo Neruda | Fortín Prat               | 4 de febrero | 19:00 |
| Naviera Ulloa     | 85-84  | Basket UC          | Municipal de Castro       | 4 de febrero | 19:15 |
| Puente Alto       | 81-100 | CDV                | Municipal Irene Velásquez | 4 de febrero | 19:30 |
| ABA Ancud         | 71-66  | Colegio Los Leones | Fiscal                    | 4 de febrero | 19:45 |

| Puerto Montt       | 63-74 | Las Ánimas        | Gimnasio Municipal          | 9 de febrero  | 19:45 |
| Puerto Varas       | 74-68 | Español de Osorno | Fiscal                      | 9 de febrero  | 20:00 |
| Liceo Pablo Neruda | 60-69 | Naviera Ulloa     | Costanera del Cautín        | 9 de febrero  | 20:15 |
| CDV                | 82-89 | ABA Ancud         | Coliseo Municipal           | 9 de febrero  | 20:30 |
| CDV                | 79-88 | Naviera Ulloa     | Coliseo Municipal           | 10 de febrero | 19:30 |
| Basket UC          | 76-75 | Español de Talca  | Edificio Deportes CDUC      | 10 de febrero | 20:15 |
| Liceo Pablo Neruda | 77-75 | ABA Ancud         | Costanera del Cautín        | 10 de febrero | 20:30 |
| Puerto Varas       | 92-86 | Las Ánimas        | Gimnasio Fiscal             | 10 de febrero | 20:30 |
| Puerto Montt       | 57-75 | Español de Osorno | Gimnasio Fiscal (Pto.Varas) | 11 de febrero | 19:00 |

| Las Ánimas        | 79-70  | Basket UC          | Coliseo Municipal  | 1 de Marzo | 20:15   |
| Español de Osorno | 77-79  | Los Leones         | Monumental         | 1 de Marzo | 20:30   |
| Puerto Montt      | 70-87  | Puerto Varas       | Mario Marchant     | 2 de Marzo | 20:00** |
| UdeC              | 87-67  | Liceo Pablo Neruda | Casa del Deporte   | 2 de Marzo | 19:15   |
| Español de Talca  | 94-92  | CDV                | Regional           | 2 de Marzo | 19:30   |
| ABA Ancud         | 75-82  | Puente Alto        | Fiscal             | 2 de Marzo | 19:45   |
| Naviera Ulloa     | 76-78  | Sportiva Italiana  | Gimnasio Municipal | 2 de Marzo | 20:05** |
| Español de Osorno | 80-48  | Basket UC          | Monumental         | 2 de Marzo | 20:15   |
| Las Ánimas        | 83-102 | Los Leones         | Coliseo Municipal  | 2 de Marzo | 20:30   |
| Naviera Ulloa     | 74-70  | Puente Alto        | Gimnasio Municipal | 3 de Marzo | 19:00   |
| UdeC              | 99-89  | CDV                | Casa del Deporte   | 3 de Marzo | 19:15   |
| ABA Ancud         | 80-76  | Sportiva Italiana  | Fiscal             | 3 de Marzo | 19:30   |
| Español de Talca  | 74-77  | Liceo Pablo Neruda | Regional           | 3 de Marzo | 20:00   |

| Sportiva Italiana  | 95-75 | Español de Talca  | Fortín Prat                  | 8 de marzo  | 20:00 |
| Colegio Los Leones | 97-47 | Puerto Montt      | Cubil Felino                 | 8 de marzo  | 20:15 |
| Puente Alto        | 94-90 | UdeC              | Irene Velásquez              | 8 de marzo  | 20:30 |
| Basket UC          | 72-68 | Puerto Varas      | Edificio Deportes CDUC       | 8 de marzo  | 20:45 |
| Sportiva Italiana  | 72-78 | UdeC              | Fortín Prat                  | 9 de marzo  | 19:00 |
| Liceo Pablo Neruda | 67-76 | Español de Osorno | Coliseo Universidad Autónoma | 9 de marzo  | 19:15 |
| CD Valdivia        | 80-93 | Las Ánimas        | Coliseo Municipal            | 9 de marzo  | 19:30 |
| Puente Alto        | 87-74 | Español de Talca  | Irene Velásquez              | 9 de marzo  | 19:45 |
| ABA Ancud          | 84-82 | Naviera Ulloa     | Fiscal                       | 9 de marzo  | 20:00 |
| Colegio Los Leones | 84-71 | Puerto Varas      | Cubil Felino                 | 9 de marzo  | 20:15 |
| Basket UC          | 74-81 | Puerto Montt      | Edificio Deportes CDUC       | 9 de marzo  | 20:30 |
| Liceo Pablo Neruda | 61-63 | Las Ánimas        | Coliseo Universidad Autónoma | 10 de marzo | 19:00 |
| CD Valdivia        | 88-75 | Español de Osorno | Coliseo Municipal            | 10 de marzo | 20:00 |

- El partido correspondiente a la Semana 1, entre Español de Talca y Naviera Ulloa de Castro, que por problemas técnicos en el gimnasio fue suspendido, no se jugará. Declarando como ganador del cotejo al Club Naviera Ulloa, por un marcador de 20-0, computándose en la tabla de posiciones 2 puntos para el equipo ganador y 0 puntos al equipo perdedor [6].

### Segunda rueda
| UdeC              | 73-70 | Puente Alto        | Casa del Deporte      | 16 de marzo | 19:15 |
| Español de Talca  | 88-82 | Sportiva Italiana  | Manuel Herrera Blanco | 16 de marzo | 19:30 |
| Español de Osorno | 88-51 | Liceo Pablo Neruda | María Gallardo        | 16 de marzo | 19:45 |
| Las Ánimas        | 91-77 | CDV                | Coliseo Municipal     | 16 de marzo | 20:00 |
| Puerto Montt      | 66-81 | Basket UC          | Mario Marchant        | 16 de marzo | 20:15 |
| Puerto Varas      | 90-81 | Colegio Los Leones | Fiscal                | 16 de marzo | 20:30 |
| Naviera Ulloa     | 73-75 | ABA Ancud          | Municipal             | 16 de marzo | 20:30 |
| Puerto Varas      | 81-69 | Basket UC          | Fiscal                | 17 de marzo | 19:00 |
| UdeC              | 78-73 | Sportiva Italiana  | Casa del Deporte      | 17 de marzo | 19:15 |
| Las Animas        | 74-66 | Liceo Pablo Neruda | Coliseo Municipal     | 17 de marzo | 19:30 |
| Español de Talca  | 77-79 | Puente Alto        | Regional              | 17 de marzo | 19:45 |
| Español de Osorno | 87-70 | CDV                | María Gallardo        | 17 de marzo | 20:00 |
| Puerto Montt      | 60-94 | Colegio Los Leones | Mario Marchant        | 17 de marzo | 21:00 |

| Basket UC          | 81-77  | Las Animas        | Edificio Deportes CDUC | 22 de marzo | 20:00 |
| Sportiva Italiana  | 95-81  | Naviera Ulloa     | Fortin Prat            | 22 de marzo | 20:15 |
| Puente Alto        | 67-74  | ABA Ancud         | Municipal Puente Alto  | 22 de marzo | 20:30 |
| Colegio los Leones | 81-56  | Español de Osorno | Cubil Felino           | 22 de marzo | 20:45 |
| Sportiva Italiana  | 71-82  | ABA Ancud         | Fortín Prat            | 23 de marzo | 19:00 |
| Puente Alto        | 87-64  | Naviera Ulloa     | Municipal Puente Alto  | 23 de marzo | 19:15 |
| Puerto Varas       | 73-76  | CEB               | Gimnasio Fiscal        | 23 de marzo | 19:30 |
| Liceo Pablo Neruda | 57-95  | UdeC              | Costanera              | 23 de marzo | 19:45 |
| CDV                | 98-65  | Español de Talca  | Coliseo                | 23 de marzo | 20:00 |
| Basket UC          | 59-78  | Español de Osorno | Edificio Deportes CDUC | 23 de marzo | 20:15 |
| Colegio los Leones | 74-54  | Las Animas        | Cubil Felino           | 23 de marzo | 20:30 |
| Liceo Pablo Neruda | 82-74  | Español de Talca  | Costanera              | 24 de marzo | 19:00 |
| CDV                | 82-105 | UdeC              | Coliseo                | 24 de marzo | 20:00 |

| Español de Osorno | 85-58  | Puerto Varas       | Monumental            | 29 de marzo | 19:00 |
| Español de Talca  | 68-85  | Basket UC          | Gimnasio Talca        | 29 de marzo | 20:15 |
| UdeC              | 88-84  | Colegio los Leones | Casa del Deporte      | 29 de marzo | 20:30 |
| Las Animas        | 82-73  | CEB                | Coliseo               | 30 de marzo | 19:15 |
| Puente Alto       | 90-61  | Sportiva Italiana  | Municipal Puente Alto | 30 de marzo | 19:30 |
| ABA Ancud         | 80-74  | CDV                | Gimnasio Fiscal       | 30 de marzo | 19:45 |
| Naviera Ulloa     | 84-52  | Liceo Pablo Neruda | Municipal de Castro   | 30 de marzo | 20:00 |
| Español de Talca  | 67-83  | Colegio los Leones | Gimnasio de Talca     | 30 de marzo | 20:15 |
| UdeC              | 84-72  | Basket UC          | Casa del Deporte      | 30 de marzo | 20:30 |
| Naviera Ulloa     | 68-71  | CDV                | Municipal de Castro   | 31 de Marzo | 19:00 |
| ABA Ancud         | 96-68  | Liceo Pablo Neruda | Gimnasio Fiscal       | 31 de Marzo | 19:15 |
| Español de Osorno | 110-52 | CEB                | Monumental            | 31 de Marzo | 19:30 |
| Las Animas        | 93-89  | Puerto Varas       | Coliseo               | 31 de Marzo | 19:45 |

| Sportiva Italiana  | 95-86  | Puente Alto        | Fortín Prat             | 3 de abril | 19:30 |
| Español de Talca   | 81-95  | UdeC               | Gimnasio de Talca       | 3 de abril | 20:30 |
| Puente Alto        | 92-78  | Liceo Pablo Neruda | Municipal Puente Alto   | 6 de abril | 19:00 |
| Colegio Los Leones | 90-63  | UdeC               | Colegio Los Leones      | 6 de abril | 20:30 |
| Sportiva Italiana  | 113-68 | Liceo Pablo Neruda | Fortín Prat             | 7 de abril | 19:00 |
| Colegio Los Leones | 77-85  | Español de Talca   | Colegio Los Leones      | 7 de abril | 19:30 |
| Basket UC          | 82-87  | UdeC               | Edificio Deportes CD UC | 7 de abril | 20:00 |

| Liceo Pablo Neruda | 79-91  | Puente Alto       | Coliseo Temuco        | 12 de abril | 20:15 |
| CDV                | 83-70  | Sportiva Italiana | Coliseo Municipal     | 12 de abril | 20:30 |
| Colegio Los Leones | 85-56  | Naviera Ulloa     | Colegio Los Leones    | 13 de abril | 19:15 |
| Español de Osorno  | 107-90 | Las Animas        | Monumental            | 13 de abril | 19:30 |
| CDV                | 77-63  | Puente Alto       | Coliseo Municipal     | 13 de abril | 19:45 |
| Liceo Pablo Neruda | 79-85  | Sportiva Italiana | Coliseo Temuco        | 13 de abril | 20:00 |
| Puerto Varas       | 71-102 | UdeC              | Gimnasio Fiscal       | 13 de abril | 20:15 |
| CEB Puerto Montt   | 85-87  | Español de Talca  | Gimnasio Puerto Montt | 13 de abril | 20:30 |
| Basket UC          | 79-84  | ABA Ancud         | Edificio UC           | 13 de abril | 20:30 |
| Puerto Montt       | 66-84  | UdeC              | Gimnasio Puerto Montt | 14 de abril | 19:15 |
| Puerto Varas       | 101-83 | Español de Talca  | Gimnasio Fiscal       | 14 de abril | 19:30 |
| Basket UC          | 58-66  | Naviera Ulloa     | Edificio UC           | 14 de abril | 19:45 |
| Colegio Los Leones | 102-87 | ABA Ancud         | Colegio Los Leones    | 14 de abril | 20:30 |

| UdeC              | 89-86  | Las Ánimas         | Casa del Deportes         | 19 de abril | 19:45 |
| ABA Ancud         | 87-70  | CEB Puerto Montt   | Gimnasio Fiscal           | 19 de abril | 20:15 |
| Español de Talca  | 67-83  | Español de Osorno  | Gimnasio Manuel Herrera   | 19 de abril | 20:30 |
| Sportiva Italiana | 50-104 | Colegio Los Leones | Fortín Prat               | 20 de abril | 19:00 |
| Puente Alto       | 91-61  | Basket UC          | Municipal Irene Velásquez | 20 de abril | 19:15 |
| Naviera Ulloa     | 61-54  | Puerto Varas       | Municipal de Castro       | 20 de abril | 20:00 |
| Español de Talca  | 94-102 | Las Ánimas         | Gimnasio Manuel Herrera   | 20 de abril | 20:15 |
| CDV               | 102-88 | Liceo Pablo Neruda | Coliseo Municipal         | 20 de abril | 20:30 |
| UdeC              | 85-88  | Español de Osorno  | Casa del Deporte          | 20 de abril | 20:30 |
| Sportiva Italiana | 89-76  | Basket UC          | Fortín Prat               | 21 de abril | 19:00 |
| Naviera Ulloa     | 86-63  | CEB Puerto Montt   | Municipal de Castro       | 21 de abril | 19:15 |
| ABA Ancud         | 87-85  | Puerto Varas       | Gimnasio Fiscal Ancud     | 21 de abril | 19:30 |
| Puente Alto       | 72-77  | Colegio Los Leones | Municipal Irene Velásquez | 21 de abril | 20:00 |

| Sportiva Italiana     | 86-90  | CDV                   | Fortín Prat          | 24 de abril | 20:00 |
| Basket UC             | 94-60  | Liceo Pablo Neruda    | Edificio Deportes UC | 26 de abril | 20:15 |
| Colegio Los Leones    | 87-71  | CDV                   | Colegio Los Leones   | 26 de abril | 20:30 |
| Español de Osorno     | 78-64  | ABA Ancud             | Monumental           | 27 de abril | 19:00 |
| Las Ánimas            | 87-75  | Naviera Ulloa         | Coliseo Municipal    | 27 de abril | 19:30 |
| UdeC                  | 101-73 | Español de Talca      | Casa del Deporte     | 27 de abril | 20:00 |
| Colegio Los Leones    | 126-79 | Liceo Pablo Neruda    | Colegio Los Leones   | 27 de abril | 20:30 |
| Basket UC             | 72-74  | CDV                   | Edificio Deportes UC | 27 de abril | 20:30 |
| CEB Puerto Montt      | 75-68  | Sportiva Italiana     | Gimnasio Municipal   | 27 de abril | 20:45 |
| Atlético Puerto Varas | 62-73  | Municipal Puente Alto | Gimnasio Fiscal      | 27 de abril | 21:00 |
| Atlético Puerto Varas | 92-82  | Sportiva Italiana     | Gimnasio Fiscal      | 28 de abril | 19:00 |
| Las Ánimas            | 75-83  | ABA Ancud             | Coliseo Municipal    | 28 de abril | 19:15 |
| Español de Osorno     | 108-77 | Naviera Ulloa         | Monumental           | 28 de abril | 19:30 |
| CEB Puerto Montt      | 73-85  | Municipal Puente Alto | Gimnasio Municipal   | 28 de abril | 20:00 |

| Naviera Ulloa         | 75-76  | Español de Talca      | Municipal de Castro          | 3 de mayo | 20:15 |
| ABA Ancud             | 82-85  | UdeC                  | Gimnasio Fiscal Ancud        | 3 de mayo | 20:30 |
| Sportiva Italiana     | 85-100 | Español de Osorno     | Fortín Prat                  | 4 de mayo | 19:00 |
| Municipal Puente Alto | 79-65  | Las Ánimas            | Municipal Irene Velásquez    | 4 de mayo | 19:15 |
| Basket UC             | 68-62  | Colegio Los Leones    | Edificio Deportes UC         | 4 de mayo | 19:30 |
| Liceo Pablo Neruda    | 79-65  | CEB Puerto Montt      | Coliseo Universidad Autónoma | 4 de mayo | 19:45 |
| CDV                   | 100-75 | Atlético Puerto Varas | Coliseo Municipal            | 4 de mayo | 20:00 |
| ABA Ancud             | 87-82  | Español de Talca      | Gimnasio Fiscal              | 4 de mayo | 20:15 |
| Naviera Ulloa         | 85-75  | UdeC                  | Municipal de Castro          | 4 de mayo | 20:30 |
| Sportiva Italiana     | 91-88  | Las Ánimas            | Fortín Prat                  | 5 de mayo | 19:00 |
| Municipal Puente Alto | 91-72  | Español de Osorno     | Municipal Irene Velásquez    | 5 de mayo | 19:30 |
| Liceo Pablo Neruda    | 82-72  | Atlético Puerto Varas | Coliseo Universidad Autónoma | 5 de mayo | 19:45 |
| CDV                   | 83-68  | CEB Puerto Montt      | Coliseo Municipal            | 5 de mayo | 20:00 |

## Cuadro Play-Offs
|  | Play-In | Play-In               | Play-In                   | Play-In                   | Play-In | Play-In | Play-In |    |           | Cuartos de final | Cuartos de final | Cuartos de final | Cuartos de final | Cuartos de final | Cuartos de final | Cuartos de final |   |                    | Semifinales | Semifinales | Semifinales        | Semifinales | Semifinales | Semifinales | Semifinales |     |  | Final | Final | Final | Final | Final | Final | Final |  |
|  |         |                       |                           |                           |         |         |         |    |           |                  |                  |                  |                  |                  |                  |                  |   |                    |             |             |                    |             |             |             |             |     |  |       |       |       |       |       |       |       |  |
|  |         |                       |                           |                           |         |         |         |    |           |                  |                  |                  |                  |                  |                  |                  |   |                    |             |             |                    |             |             |             |             |     |  |       |       |       |       |       |       |       |  |
|  |         |                       |                           |                           |         |         |         |    |           |                  |                  |                  |                  |                  |                  |                  |   |                    |             |             |                    |             |             |             |             |     |  |       |       |       |       |       |       |       |  |
|  |         |                       |                           |                           |         |         |         |    |           |                  |                  |                  |                  |                  |                  |                  |   |                    |             |             |                    |             |             |             |             |     |  |       |       |       |       |       |       |       |  |
|  |         |                       |                           |                           |         |         |         |    |           |                  |                  |                  |                  |                  |                  |                  |   |                    |             |             |                    |             |             |             |             |     |  |       |       |       |       |       |       |       |  |
|  |         | 1                     | Colegio Los Leones        | 73                        | 76      | 75      |         |    |           |                  |                  |                  |                  |                  |                  |                  |   |                    |             |             |                    |             |             |             |             |     |  |       |       |       |       |       |       |       |  |
|  |         |                       |                           |                           |         |         |         |    |           |                  |                  |                  |                  |                  |                  |                  |   |                    |             |             |                    |             |             |             |             |     |  |       |       |       |       |       |       |       |  |
|  |         |                       | 9                         | Sportiva Italiana         | 64      | 66      | 69      |    |           |                  |                  |                  |                  |                  |                  |                  |   |                    |             |             |                    |             |             |             |             |     |  |       |       |       |       |       |       |       |  |
|  | 8       | Naviera Ulloa         | 9                         | Sportiva Italiana         | 64      | 66      | 69      | 73 | 65        | 67               | 51               |                  |                  |                  |                  |                  |   |                    |             |             |                    |             |             |             |             |     |  |       |       |       |       |       |       |       |  |
|  | 8       | Naviera Ulloa         |                           |                           |         |         |         |    |           |                  |                  |                  |                  |                  |                  |                  |   |                    |             |             |                    |             |             |             |             |     |  |       |       |       |       |       |       |       |  |
|  | 9       | Sportiva Italiana     | 76                        | 58                        | 80      | 72      |         |    |           |                  |                  |                  |                  |                  |                  |                  |   |                    |             |             |                    |             |             |             |             |     |  |       |       |       |       |       |       |       |  |
|  | 9       | Sportiva Italiana     | 76                        | 58                        | 80      | 72      |         |    |           |                  |                  |                  |                  |                  |                  |                  | 1 | Colegio Los Leones | 65          | 82          | 87                 | 66          | 79          |             |             |     |  |       |       |       |       |       |       |       |  |
|  |         |                       |                           |                           |         |         |         |    |           |                  |                  |                  |                  |                  |                  |                  | 1 | Colegio Los Leones | 65          | 82          | 87                 | 66          | 79          |             |             |     |  |       |       |       |       |       |       |       |  |
|  |         |                       | 4                         | Universidad de Concepción | 73      | 69      | 89      | 64 | 70        |                  |                  |                  |                  |                  |                  |                  |   |                    |             |             |                    |             |             |             |             |     |  |       |       |       |       |       |       |       |  |
|  |         |                       | 4                         | Universidad de Concepción | 73      | 69      | 89      | 64 | 70        |                  |                  |                  |                  |                  |                  |                  |   |                    |             |             |                    |             |             |             |             |     |  |       |       |       |       |       |       |       |  |
|  |         |                       |                           |                           |         |         |         |    |           |                  |                  |                  |                  |                  |                  |                  |   |                    |             |             |                    |             |             |             |             |     |  |       |       |       |       |       |       |       |  |
|  |         |                       |                           |                           |         |         |         |    |           |                  |                  |                  |                  |                  |                  |                  |   |                    |             |             |                    |             |             |             |             |     |  |       |       |       |       |       |       |       |  |
|  |         | 4                     | Universidad de Concepción | 85                        | 101     | 93      |         |    |           |                  |                  |                  |                  |                  |                  |                  |   |                    |             |             |                    |             |             |             |             |     |  |       |       |       |       |       |       |       |  |
|  |         |                       |                           |                           |         |         |         |    |           |                  |                  |                  |                  |                  |                  |                  |   |                    |             |             |                    |             |             |             |             |     |  |       |       |       |       |       |       |       |  |
|  |         |                       | 5                         | CD Valdivia               | 70      | 90      | 83      |    |           |                  |                  |                  |                  |                  |                  |                  |   |                    |             |             |                    |             |             |             |             |     |  |       |       |       |       |       |       |       |  |
|  |         |                       | 5                         | CD Valdivia               | 70      | 90      | 83      |    |           |                  |                  |                  |                  |                  |                  |                  |   |                    |             |             |                    |             |             |             |             |     |  |       |       |       |       |       |       |       |  |
|  |         |                       |                           |                           |         |         |         |    |           |                  |                  |                  |                  |                  |                  |                  |   |                    |             |             |                    |             |             |             |             |     |  |       |       |       |       |       |       |       |  |
|  |         |                       |                           |                           |         |         |         |    |           |                  |                  |                  |                  |                  |                  |                  |   |                    |             |             |                    |             |             |             |             |     |  |       |       |       |       |       |       |       |  |
|  |         |                       |                           |                           |         |         |         |    |           |                  |                  |                  |                  |                  |                  |                  |   |                    |             | 1           | Colegio Los Leones | 72          | 78          | 71          | 62          | 104 |  |       |       |       |       |       |       |       |  |
|  |         |                       |                           |                           |         |         |         |    |           |                  |                  |                  |                  |                  |                  |                  |   |                    |             |             |                    |             |             |             |             | 104 |  |       |       |       |       |       |       |       |  |
|  |         |                       | 3                         | Español de Osorno         | 58      | 72      | 82      | 61 | 69        |                  |                  |                  |                  |                  |                  |                  |   |                    |             |             |                    |             |             |             |             |     |  |       |       |       |       |       |       |       |  |
|  |         |                       | 3                         | Español de Osorno         | 58      | 72      | 82      | 61 | 69        |                  |                  |                  |                  |                  |                  |                  |   |                    |             |             |                    |             |             |             |             |     |  |       |       |       |       |       |       |       |  |
|  |         |                       |                           |                           |         |         |         |    |           |                  |                  |                  |                  |                  |                  |                  |   |                    |             |             |                    |             |             |             |             |     |  |       |       |       |       |       |       |       |  |
|  |         |                       |                           |                           |         |         |         |    |           |                  |                  |                  |                  |                  |                  |                  |   |                    |             |             |                    |             |             |             |             |     |  |       |       |       |       |       |       |       |  |
|  |         | 3                     | Español de Osorno         | 71                        | 58      | 82      | 75      |    |           |                  |                  |                  |                  |                  |                  |                  |   |                    |             |             |                    |             |             |             |             |     |  |       |       |       |       |       |       |       |  |
|  |         |                       |                           |                           |         |         |         |    |           |                  |                  |                  |                  |                  |                  |                  |   |                    |             |             |                    |             |             |             |             |     |  |       |       |       |       |       |       |       |  |
|  |         |                       | 6                         | Puente Alto               | 61      | 50      | 99      | 69 |           |                  |                  |                  |                  |                  |                  |                  |   |                    |             |             |                    |             |             |             |             |     |  |       |       |       |       |       |       |       |  |
|  |         |                       | 6                         | Puente Alto               | 61      | 50      | 99      | 69 |           |                  |                  |                  |                  |                  |                  |                  |   |                    |             |             |                    |             |             |             |             |     |  |       |       |       |       |       |       |       |  |
|  |         |                       |                           |                           |         |         |         |    |           |                  |                  |                  |                  |                  |                  |                  |   |                    |             |             |                    |             |             |             |             |     |  |       |       |       |       |       |       |       |  |
|  |         |                       |                           |                           |         |         |         |    |           |                  |                  |                  |                  |                  |                  |                  |   |                    |             |             |                    |             |             |             |             |     |  |       |       |       |       |       |       |       |  |
|  |         |                       |                           |                           |         |         |         |    |           |                  | 2                | ABA Ancud        | 103              | 83               | 68               | 61               |   |                    |             |             |                    |             |             |             |             |     |  |       |       |       |       |       |       |       |  |
|  |         |                       |                           |                           |         |         |         |    |           |                  |                  |                  |                  |                  |                  |                  |   |                    |             |             |                    |             |             |             |             |     |  |       |       |       |       |       |       |       |  |
|  |         |                       | 3                         | Español de Osorno         | 107     | 65      | 72      | 91 |           |                  |                  |                  |                  |                  |                  |                  |   |                    |             |             |                    |             |             |             |             |     |  |       |       |       |       |       |       |       |  |
|  | 7       | CD Las Ánimas         | 3                         | Español de Osorno         | 107     | 65      | 72      | 91 | 68        | 84               | 83               | 83               |                  |                  |                  |                  |   |                    |             |             |                    |             |             |             |             |     |  |       |       |       |       |       |       |       |  |
|  | 7       | CD Las Ánimas         |                           |                           |         |         |         |    |           |                  |                  | 83               |                  |                  |                  |                  |   |                    |             |             |                    |             |             |             |             |     |  |       |       |       |       |       |       |       |  |
|  | 10      | Atlético Puerto Varas | 70                        | 82                        | 75      | 82      |         |    |           |                  |                  |                  |                  |                  |                  |                  |   |                    |             |             |                    |             |             |             |             |     |  |       |       |       |       |       |       |       |  |
|  | 10      | Atlético Puerto Varas | 70                        | 82                        | 75      | 82      |         | 2  | ABA Ancud | 84               | 106              | 84               | 86               | 94               |                  |                  |   |                    |             |             |                    |             |             |             |             |     |  |       |       |       |       |       |       |       |  |
|  |         |                       |                           |                           |         |         |         | 2  | ABA Ancud | 84               | 106              | 84               | 86               | 94               |                  |                  |   |                    |             |             |                    |             |             |             |             |     |  |       |       |       |       |       |       |       |  |
|  |         |                       | 7                         | CD Las Ánimas             | 90      | 82      | 87      | 73 | 67        |                  |                  |                  |                  |                  |                  |                  |   |                    |             |             |                    |             |             |             |             |     |  |       |       |       |       |       |       |       |  |
|  |         |                       | 7                         | CD Las Ánimas             | 90      | 82      | 87      | 73 | 67        |                  |                  |                  |                  |                  |                  |                  |   |                    |             |             |                    |             |             |             |             |     |  |       |       |       |       |       |       |       |  |
|  |         |                       |                           |                           |         |         |         |    |           |                  |                  |                  |                  |                  |                  |                  |   |                    |             |             |                    |             |             |             |             |     |  |       |       |       |       |       |       |       |  |
|  |         |                       |                           |                           |         |         |         |    |           |                  |                  |                  |                  |                  |                  |                  |   |                    |             |             |                    |             |             |             |             |     |  |       |       |       |       |       |       |       |  |
|  |         |                       |                           |                           |         |         |         |    |           |                  |                  |                  |                  |                  |                  |                  |   |                    |             |             |                    |             |             |             |             |     |  |       |       |       |       |       |       |       |  |
|  |         |                       |                           |                           |         |         |         |    |           |                  |                  |                  |                  |                  |                  |                  |   |                    |             |             |                    |             |             |             |             |     |  |       |       |       |       |       |       |       |  |

## Play-Out

### 13CEB Puerto Montt vs14Español de Talca
| 11 de mayo de 2024 Partido 1       | CEB Puerto Montt                                               | 95–74 (Series: 1-0)                   | Español de Talca                                             | Puerto Montt |  |  |
| 20:00                              | Parciales: 25-16, 19-16, 25-28, 26-14                          | Parciales: 25-16, 19-16, 25-28, 26-14 | Parciales: 25-16, 19-16, 25-28, 26-14                        | |  |  |
|                                    | Estadísticas N.Wadell 23 J.Cardenas 12 N.Ulloa 3 J.Cardenas 28 | Reporte Pts Reb Asts Val              | Estadísticas 29 D.Foreman 9 D.Foreman 6 F.Bravo 29 D.Foreman | Pabellón: Municipal Mario Marchant Árbitros: Enzo Fernández (CC) Samuel Romero (1) Nelson Saldivia (2) Televisión: lnbchile.tv |  |  |
| Puerto Montt lidera la serie, 1-0. |                                                                |                                       |                                                              | |  |  |
|                                    |                                                                |                                       |                                                              | |  |  |

| 12 de mayo de 2024 Partido 2      | CEB Puerto Montt                                                 | 87–77 (Series: 2-0)                   | Español de Talca                                            | Puerto Montt |  |  |
| 20:00                             | Parciales: 19-28, 23-18, 21-12, 24-19                            | Parciales: 19-28, 23-18, 21-12, 24-19 | Parciales: 19-28, 23-18, 21-12, 24-19                       | |  |  |
|                                   | Estadísticas J.Cardenas 22 J.Cardenas 19 S.Gomez 4 J.Cardenas 38 | Reporte Pts Reb Asts Val              | Estadísticas 25 S.Davies 12 S.Chialva 6 F.Bravo 24 S.Davies | Pabellón: Municipal Mario Marchant Árbitros: Sebastián Negrón (CC) Álvaro Hermosilla (1) Ariel Garcés (2) Televisión: lnbchile.tv |  |  |
| Puerto Montt lidera la serie, 2-0 |                                                                  |                                       |                                                             | |  |  |
|                                   |                                                                  |                                       |                                                             | |  |  |

| 18 de mayo de 2024 Partido 3    | Español de Talca.                                       | 70–77 (Series: 0-3)                   | CEB Puerto Montt                                              | Talca |  |  |
| 20:00                           | Parciales: 21-11, 13-25, 19-18, 17-23                   | Parciales: 21-11, 13-25, 19-18, 17-23 | Parciales: 21-11, 13-25, 19-18, 17-23                         | |  |  |
|                                 | Estadísticas S.Serna 18 S.Serna 9 F.Bravo 10 S.Serna 18 | Reporte Pts Reb Asts Val              | Estadísticas 27 N.Wadell 20 J.Cardenas 2 C.Torres 27 N.Wadell | Pabellón: Gimnasio Cendyr Sur Árbitros: Claudio Osorio (CC) Mariajesús González (1) Miguel Bravo (2) Televisión: lnbchile.tv |  |  |
| Puerto Montt gana la serie, 3-0 |                                                         |                                       |                                                               | |  |  |
|                                 |                                                         |                                       |                                                               | |  |  |

CEB Puerto Montt gana la serie por 3-0. Como consecuencia, Español de Talca desciende a la Liga DOS para la temporada 2025.

## Play-In

### 7CD Las Ánimas vs10Atlético Puerto Varas
| 11 de mayo de 2024 Partido 1       | CD Las Ánimas                                                      | 68–70 (Series: 0-1)                   | Atlético Puerto Varas                                      | Valdivia |  |  |
| 19:30                              | Parciales: 12-19, 18-20, 17-10, 21-21                              | Parciales: 12-19, 18-20, 17-10, 21-21 | Parciales: 12-19, 18-20, 17-10, 21-21                      | |  |  |
|                                    | Estadísticas C.Schoppler 17 C.Amicucci 10 C.Schoppler 5 R.Brown 19 | Reporte Pts Reb Asts Val              | Estadísticas 18 B.Osuna 11 Y.Rasas 8 N.Martinez 23 B.Osuna | Pabellón: Coliseo Municipal Asistencia: 350 espectadores Árbitros: Sebastián Negrón (CC) Carla Vargas (1) Katiuska Marchant (2) Televisión: lnbchile.tv |  |  |
| Puerto Varas lidera la serie, 0-1. |                                                                    |                                       |                                                            | |  |  |
|                                    |                                                                    |                                       |                                                            | |  |  |

| 12 de mayo de 2024 Partido 2 | CD Las Ánimas                                               | 84–82 (Series: 1-1)                   | Atlético Puerto Varas                                                   | Valdivia |  |
| 19:30                        | Parciales: 23-15, 26-27, 21-23, 14-17                       | Parciales: 23-15, 26-27, 21-23, 14-17 | Parciales: 23-15, 26-27, 21-23, 14-17                                   | |  |
|                              | Estadísticas E.Amado 23 R.Brown 14 C.Schoppler 7 R.Brown 27 | Reporte Pts Reb Asts Val              | Estadísticas 18 N.Martinez 9 Y.Rasas 8 N.Martinez 19 N.Martinez Y.Rasas | Pabellón: Coliseo Municipal Árbitros: Raúl Aguilar (CC) Carlos Escobar (1) Rodrigo González (2) Televisión: lnbchile.tv |  |

| 17 de mayo de 2024 Partido 3    | Atlético Puerto Varas                                        | 75–83 (Series: 1-2)                   | CD Las Ánimas                                               | Puerto Varas |  |  |
| 20:30                           | Parciales: 23-28, 21-20, 17-22, 14-13                        | Parciales: 23-28, 21-20, 17-22, 14-13 | Parciales: 23-28, 21-20, 17-22, 14-13                       | |  |  |
|                                 | Estadísticas Y.Rasas 17 C.Villagrán 6 P.Arroyo 8 P.Arroyo 17 | Reporte Pts Reb Asts Val              | Estadísticas 26 C.Hooper 10 C.Hooper 7 C.Hooper 33 C.Hooper | Pabellón: Gimnasio Fiscal Árbitros: Carla Vargas (CC) Álvaro Tudela (1) Rodrigo Oliveros (2) Televisión: CDO Premium |  |  |
| Las Ánimas lidera la serie, 1-2 |                                                              |                                       |                                                             | |  |  |
|                                 |                                                              |                                       |                                                             | |  |  |

| 18 de mayo de 2024 Partido 4  | Atlético Puerto Varas                                            | 82–83 (Series: 1-3)                   | CD Las Ánimas                                   | Puerto Varas |  |  |
| 20:30                         | Parciales: 15-16, 18-19, 17-25, 32-23                            | Parciales: 15-16, 18-19, 17-25, 32-23 | Parciales: 15-16, 18-19, 17-25, 32-23           | |  |  |
|                               | Estadísticas N.Martínez 20 B.Osuna 8 C.Villagrán 3 N.Martínez 20 | Reporte Pts Reb Asts Val              | Estadísticas 22 R.Brown 10 C.Hooper 32 C.Hooper | Pabellón: Gimnasio Fiscal Árbitros: Sebastián Negrón (CC) Carlos Escobar (1) Rodrigo González (2) Televisión: CDO Premium |  |  |
| Las Ánimas gana la serie, 1-3 |                                                                  |                                       |                                                 | |  |  |
|                               |                                                                  |                                       |                                                 | |  |  |

CD Las Ánimas gana la serie 3-1 y clasifica para los play-offs.

### 8Naviera Ulloa de Castro vs9Sportiva Italiana
| 10 de mayo de 2024 Partido 1   | Naviera Ulloa                                                    | 73–76 (Series: 0-1)                   | Sportiva Italiana                                             | Castro |  |  |
| 20:30                          | Parciales: 16-14, 21-23, 19-20, 17-19                            | Parciales: 16-14, 21-23, 19-20, 17-19 | Parciales: 16-14, 21-23, 19-20, 17-19                         | |  |  |
|                                | Estadísticas M.Perdomo 22 M.Wineglass 7 M.Perdomo 6 M.Perdomo 29 | Reporte Pts Reb Asts Val              | Estadísticas 21 G.Hernández 11 J.Ocasio 4 M.Giano 27 J.Ocasio | Pabellón: Gimnasio Municipal de Castro Árbitros: Enzo Fernández (CC) Carla Vargas (1) Samuel Romero (2) Televisión: CDO Premium |  |  |
| Sportiva lidera la serie, 0-1. |                                                                  |                                       |                                                               | |  |  |
|                                |                                                                  |                                       |                                                               | |  |  |

| 11 de mayo de 2024 Partido 2 | Naviera Ulloa                                                       | 65–58 (Series: 1-1)                   | Sportiva Italiana                                            | Castro |  |  |
| 20:30                        | Parciales: 13-10, 15-18, 18-14, 19-16                               | Parciales: 13-10, 15-18, 18-14, 19-16 | Parciales: 13-10, 15-18, 18-14, 19-16                        | |  |  |
|                              | Estadísticas A.de León 18 M.Wineglass 11 M.Perdomo 5 M.Wineglass 17 | Reporte Pts Reb Asts Val              | Estadísticas 22 K.Hervey 12 J.Ocasio 3 B.Herrera 21 K.Hervey | Pabellón: Gimnasio Municipal de Castro Árbitros: Raúl Aguilar (CC) Rodrigo Oliveros (1) Rodrigo Robles (2) Televisión: CDO Premium |  |  |
| Serie empatada, 1-1          |                                                                     |                                       |                                                              | |  |  |
|                              |                                                                     |                                       |                                                              | |  |  |

| 18 de mayo de 2024 Partido 3  | Sportiva Italiana                                          | 80–67 (Series: 2-1)                   | Naviera Ulloa                                                | Valparaíso |  |  |
| 19:00                         | Parciales: 14-16, 26-13, 23-15, 17-23                      | Parciales: 14-16, 26-13, 23-15, 17-23 | Parciales: 14-16, 26-13, 23-15, 17-23                        | |  |  |
|                               | Estadísticas J.Ocasio 32 J.Ocasio 10 M.Giano 5 J.Ocasio 38 | Reporte Pts Reb Asts Val              | Estadísticas 22 A.de León 11 S.Silva 2 C.Correa 22 A.de León | Pabellón: Fortín Prat Árbitros: Raúl Aguilar (CC) José Carrasco (1) Samuel Romero (2) Televisión: lnbchile.tv |  |  |
| Sportiva lidera la serie, 2-1 |                                                            |                                       |                                                              | |  |  |
|                               |                                                            |                                       |                                                              | |  |  |

| 19 de mayo de 2024 Partido 4 | Sportiva Italiana                                              | 72–51 (Series: 3-1)                   | Naviera Ulloa                                               | Valparaíso |  |  |
| 19:00                        | Parciales: 15-11, 14-18, 26-12, 17-10                          | Parciales: 15-11, 14-18, 26-12, 17-10 | Parciales: 15-11, 14-18, 26-12, 17-10                       | |  |  |
|                              | Estadísticas J.Ocasio 17 J.Ocasio 11 G.Hernandez 4 J.Ocasio 21 | Reporte Pts Reb Asts Val              | Estadísticas 19 A.de León 11 S.Silva 2 S.Silva 19 A.de León | Pabellón: Fortín Prat Árbitros: Enzo Fernández (CC) Miguel Bravo (1) Andrés Morales (2) Televisión: lnbchile.tv |  |  |
| Sportiva gana la serie, 3-1  |                                                                |                                       |                                                             | |  |  |
|                              |                                                                |                                       |                                                             | |  |  |

Sportiva Italiana gana la serie 3-1 y clasifica para los play-offs.

## Play-offs

### Cuartos de final
1 Colegio Los Leones vs 9 Sportiva Italiana
| 25 de mayo de 2024 Partido 1 | Los Leones de Quilpué                                            | 73–64 (Series: 1-0)                  | Sportiva Italiana                                        | Quilpué |  |  |
| 19:00                        | Parciales: 20-4, 19-22, 18-19, 16-19                             | Parciales: 20-4, 19-22, 18-19, 16-19 | Parciales: 20-4, 19-22, 18-19, 16-19                     | |  |  |
|                              | Estadísticas B.Peterson 19 B.Peterson 13 A.Moore 6 B.Peterson 36 | Reporte Pts Reb Asts Val             | Estadísticas 21 M.Giano 11 K.Hervey 4 M.Giano 25 M.Giano | Pabellón: Gimnasio El Cubil Árbitros: Mariajesús Gonzlez (CC) José Carrasco (1) Samuel Romero (2) Televisión: lnbchile.tv |  |  |
| Leones lidera la serie, 1-0  |                                                                  |                                      |                                                          | |  |  |
|                              |                                                                  |                                      |                                                          | |  |  |

| 26 de mayo de 2024 Partido 2 | Los Leones de Quilpué                                      | 76–66 (Series: 2-0)                   | Sportiva Italiana                                          | Quilpué |  |  |
| 19:00                        | Parciales: 16-16, 22-18, 23-17, 15-15                      | Parciales: 16-16, 22-18, 23-17, 15-15 | Parciales: 16-16, 22-18, 23-17, 15-15                      | |  |  |
|                              | Estadísticas A.Moore 20 B.Peterson 15 A.Moore 7 A.Moore 21 | Reporte Pts Reb Asts Val              | Estadísticas 24 J.Ocasio 16 K.Hervey 5 M.Giano 24 K.Hervey | Pabellón: Gimnasio El Cubil Árbitros: Miguel Bravo (CC) Mauricio Silva (1) Paula Castro (2) Televisión: lnbchile.tv |  |  |
| Leones lidera la serie, 2-0  |                                                            |                                       |                                                            | |  |  |
|                              |                                                            |                                       |                                                            | |  |  |

| 1 de junio de 2024 Partido 3 | Sportiva Italiana                                          | 69–75 (Series: 0-3)                   | Los Leones de Quilpué                                           | Valparaíso |  |  |
| 19:00                        | Parciales: 18-22, 20-14, 13-19, 18-20                      | Parciales: 18-22, 20-14, 13-19, 18-20 | Parciales: 18-22, 20-14, 13-19, 18-20                           | |  |  |
|                              | Estadísticas K.Hervey 29 J.Ocasio 8 K.Hervey 4 K.Hervey 30 | Reporte Pts Reb Asts Val              | Estadísticas 23 D.Jones 10 N.Rebolledo 3 X.Hill-Mais 19 D.Jones | Pabellón: Fortín Prat Árbitros: Enzo Fernández (CC) Pablo Mardones (1) Andrés Morales (2) Televisión: lnbchile.tv |  |  |
| Leones gana la serie, 3-0    |                                                            |                                       |                                                                 | |  |  |
|                              |                                                            |                                       |                                                                 | |  |  |

 Los Leones de Quilpué gana la serie 3-0 y avanzan a semifinales.
2 ABA Ancud vs 7 CD Las Ánimas
| 25 de mayo de 2024 Partido 1    | ABA Ancud                                                   | 84–90 (Series: 0-1)                   | Las Ánimas de Valdiva                                        | Ancud |  |  |
| 19:30                           | Parciales: 24-14, 32-16, 12-36, 16-24                       | Parciales: 24-14, 32-16, 12-36, 16-24 | Parciales: 24-14, 32-16, 12-36, 16-24                        | |  |  |
|                                 | Estadísticas E.Thomas 30 E.Thomas 9 F.Morales 6 E.Thomas 35 | Reporte Pts Reb Asts Val              | Estadísticas 22 C.Hooper 14 R.Brown 4 C.Schoppler 26 R.Brown | Pabellón: Gimnasio Fiscal de Ancud Árbitros: Felipe Ibarra (CC) Álvaro Tudela (1) Brayan Castro (2) Televisión: lnbchile.tv |  |  |
| Las Ánimas lidera la serie, 0-1 |                                                             |                                       |                                                              | |  |  |
|                                 |                                                             |                                       |                                                              | |  |  |

| 26 de mayo de 2024 Partido 2 | ABA Ancud                                                       | 106–82 (Series: 1-1)                  | Las Ánimas de Valdiva                                    | Ancud |  |  |
| 19:30                        | Parciales: 34-21, 26-19, 19-19, 27-23                           | Parciales: 34-21, 26-19, 19-19, 27-23 | Parciales: 34-21, 26-19, 19-19, 27-23                    | |  |  |
|                              | Estadísticas F.Morales 26 E.Thomas 12 F.Morales 10 F.Morales 31 | Reporte Pts Reb Asts Val              | Estadísticas 21 L.Mérida 7 R.Brown 6 E.Amado 17 L.Mérida | Pabellón: Gimnasio Fiscal de Ancud Árbitros: Sebastián Negrón (CC) Carlos Escobar (1) Rodrigo Robles (2) Televisión: lnbchile.tv |  |  |
| Serie empatada, 1-1          |                                                                 |                                       |                                                          | |  |  |
|                              |                                                                 |                                       |                                                          | |  |  |

| 31 de mayo de 2024 Partido 3    | Las Ánimas de Valdiva                                 | 87–84 (Series: 2-1)                   | ABA Ancud                                                   | Valdivia |  |  |
| 20:30                           | Parciales: 22-22, 22-22, 17-19, 26-21                 | Parciales: 22-22, 22-22, 17-19, 26-21 | Parciales: 22-22, 22-22, 17-19, 26-21                       | |  |  |
|                                 | Estadísticas R.Brown 18 R.Brown 7 C.Hooper 5 D.Low 20 | Reporte Pts Reb Asts Val              | Estadísticas 20 E.Thomas 9 E.Thomas 9 F.Morales 24 E.Thomas | Pabellón: Coliseo Antonio Azurmendy Asistencia: 1200 espectadores Árbitros: Enzo Fernández (CC) Pablo Mardones (1) Ariel Garcés (2) Televisión: CDO Premium |  |  |
| Las Ánimas lidera la serie, 2-1 |                                                       |                                       |                                                             | |  |  |
|                                 |                                                       |                                       |                                                             | |  |  |

| 1 de junio de 2024 Partido 4 | Las Ánimas de Valdiva                                        | 73–86 (Series: 2-2)                  | ABA Ancud                                                     | Valdivia |  |  |
| 20:30                        | Parciales: 23-22, 18-24, 24-18, 8-22                         | Parciales: 23-22, 18-24, 24-18, 8-22 | Parciales: 23-22, 18-24, 24-18, 8-22                          | |  |  |
|                              | Estadísticas R.Brown 17 C.Hooper 9 C.Schoppler 7 C.Hooper 22 | Reporte Pts Reb Asts Val             | Estadísticas 24 E.Thomas 8 R.Goodwin 11 F.Morales 30 E.Thomas | Pabellón: Coliseo Antonio Azurmendy Árbitros: Raúl Aguilar (CC) Carla Vargas (1) Eric Navarrete (2) Televisión: CDO Premium |  |  |
| Serie Empatada, 2-2          |                                                              |                                      |                                                               | |  |  |
|                              |                                                              |                                      |                                                               | |  |  |

| 8 de junio de 2024 Partido 5 | ABA Ancud                                                      | 94–67 (Series: 3-2)                   | Las Ánimas de Valdiva                                       | Ancud |  |  |
| 20:30                        | Parciales: 30-16, 21-20, 26-15, 17-16                          | Parciales: 30-16, 21-20, 26-15, 17-16 | Parciales: 30-16, 21-20, 26-15, 17-16                       | |  |  |
|                              | Estadísticas F.Morales 29 A.Fuller 12 F.Morales 9 F.Morales 36 | Reporte Pts Reb Asts Val              | Estadísticas 18 R.Brown 12 C.Hooper 4 G.Caraboni 20 R.Brown | Pabellón: Gimnasio Fiscal de Ancud Árbitros: Sebastián Negrón (CC) Pablo Mardones (1) Álex Morales (2) Televisión: CDO Premium lnbchile.tv |  |  |
| Ancud gana la serie, 3-2     |                                                                |                                       |                                                             | |  |  |
|                              |                                                                |                                       |                                                             | |  |  |

ABA Ancud gana la serie 3-2 y avanzan a semifinales.
3 Español de Osorno vs 6 Municipal Puente Alto
| 25 de mayo de 2024 Partido 1 | Español de Osorno                                           | 71–61 (Series: 1-0)                   | Puente Alto                                                 | Osorno |  |  |
| 20:00                        | Parciales: 18-14, 25-11, 18-13, 10-23                       | Parciales: 18-14, 25-11, 18-13, 10-23 | Parciales: 18-14, 25-11, 18-13, 10-23                       | |  |  |
|                              | Estadísticas A.Wrighten 21 A.Louis 7 B.Amor 8 A.Wrighten 19 | Reporte Pts Reb Asts Val              | Estadísticas 14 D.Lowery 9 D.Lowery 3 J.Everett 16 D.Lowery | Pabellón: Gimnasio María Gallardo Árbitros: Pablo Mardones (CC) Carlos Escobar (1) Álvaro Hermosilla (2) Televisión: lnbchile.tv |  |  |
| Español lidera la serie, 1-0 |                                                             |                                       |                                                             | |  |  |
|                              |                                                             |                                       |                                                             | |  |  |

| 26 de mayo de 2024 Partido 2 | Español de Osorno                                            | 58–50 (Series: 2-0)                  | Puente Alto                                         | Osorno |  |  |
| 18:00                        | Parciales: 25-11, 14-13, 3-14, 16-12                         | Parciales: 25-11, 14-13, 3-14, 16-12 | Parciales: 25-11, 14-13, 3-14, 16-12                | |  |  |
|                              | Estadísticas A.Wrighten 17 A.Louis 11 C.Lauler 4 R.Hassan 19 | Reporte Pts Reb Asts Val             | Estadísticas 10 J.Pino 7 F.Alippi 6 J.Pino 9 J.Pino | Pabellón: Gimnasio María Gallardo Árbitros: Felipe Ibarra (CC) Álvaro Tudela (1) Nelson Saldivia (2) Televisión: lnbchile.tv |  |  |
| Español lidera la serie, 2-0 |                                                              |                                      |                                                     | |  |  |
|                              |                                                              |                                      |                                                     | |  |  |

| 1 de junio de 2024 Partido 3 | Puente Alto                                                 | 99–82 (Series: 1-2)                   | Español de Osorno                                        | Puente Alto |  |  |
| 20:00                        | Parciales: 25-24, 25-19, 24-18, 25-21                       | Parciales: 25-24, 25-19, 24-18, 25-21 | Parciales: 25-24, 25-19, 24-18, 25-21                    | |  |  |
|                              | Estadísticas A.Alonso 27 D.Lowery 11 A.Alonso 6 A.Alonso 32 | Reporte Pts Reb Asts Val              | Estadísticas 17 A.Wrighten 4 H.Gómez 8 B.Amor 18 H.Gómez | Pabellón: Gimnasio Irene Velásquez Árbitros: Claudio Osorio (CC) Mariajesús González (1) Álex Morales (2) Televisión: lnbchile.tv |  |  |
| Español lidera la serie, 2-2 |                                                             |                                       |                                                          | |  |  |
|                              |                                                             |                                       |                                                          | |  |  |

| 2 de junio de 2024 Partido 4 | Puente Alto                                                 | 69–75 (Series: 1-3)                  | Español de Osorno                                       | Puente Alto |  |  |
| 18:00                        | Parciales: 23-18, 21-25, 9-15, 16-17                        | Parciales: 23-18, 21-25, 9-15, 16-17 | Parciales: 23-18, 21-25, 9-15, 16-17                    | |  |  |
|                              | Estadísticas J.Everett 24 J.Everett 9 J.Pino 5 J.Everett 28 | Reporte Pts Reb Asts Val             | Estadísticas 17 A.Louis 9 A.Louis 4 C.Lauler 17 A.Louis | Pabellón: Gimnasio Irene Velásquez Árbitros: Miguel Bravo (CC) José Carrasco (1) Paula Castro (2) Televisión: lnbchile.tv |  |  |
| Español gana la serie, 3-1   |                                                             |                                      |                                                         | |  |  |
|                              |                                                             |                                      |                                                         | |  |  |

Español de Osorno gana la serie 3-1 y avanzan a semifinales.
4 Universidad de Concepción vs 5 Club Deportivo Valdivia
| 24 de mayo de 2024 Partido 1 | Universidad de Concepción                                      | 85–70 (Series: 1-0)                   | CD Valdivia                                                 | Concepción |  |  |
| 20:30                        | Parciales: 28-22, 21-17, 19-10, 17-20                          | Parciales: 28-22, 21-17, 19-10, 17-20 | Parciales: 28-22, 21-17, 19-10, 17-20                       | |  |  |
|                              | Estadísticas D.Woods 21 R.Johnson 15 S.Carrasco 6 R.Johnson 32 | Reporte Pts Reb Asts Val              | Estadísticas 16 J.Alessio 7 J.Rivero 5 M.Ugalde 14 J.Rivero | Pabellón: Casa del Deporte Árbitros: Raúl Aguilar (CC) Claudio Osorio (1) Rodrigo Oliveros (2) Televisión: CDO Premium |  |  |
| UdeC lidera la serie, 1-0    |                                                                |                                       |                                                             | |  |  |
|                              |                                                                |                                       |                                                             | |  |  |

| 26 de mayo de 2024 Partido 2 | Universidad de Concepción                                     | 101–90 (Series: 2-0)                  | CD Valdivia                                                       | Concepción |  |  |
| 20:30                        | Parciales: 30-21, 33-33, 22-21, 16-15                         | Parciales: 30-21, 33-33, 22-21, 16-15 | Parciales: 30-21, 33-33, 22-21, 16-15                             | |  |  |
|                              | Estadísticas D.Silva 19 D.Woods 10 S.Carrasco 6 S.Carrasco 18 | Reporte Pts Reb Asts Val              | Estadísticas 23 F.Martínez 11 D.Russell 7 E.Carrasco 26 D.Russell | Pabellón: Casa del Deporte Árbitros: Raúl Aguilar (CC) Álex Morales (1) Rodrigo Oliveros (2) Televisión: CDO Premium |  |  |
| UdeC lidera la serie, 2-0    |                                                               |                                       |                                                                   | |  |  |
|                              |                                                               |                                       |                                                                   | |  |  |

| 2 de junio de 2024 Partido 3 | CD Valdivia                                                       | 83–93 (Series: 0-3)                   | Universidad de Concepción                                       | Valdivia |  |  |
| 20:00                        | Parciales: 28-30, 27-13, 11-23, 17-27                             | Parciales: 28-30, 27-13, 11-23, 17-27 | Parciales: 28-30, 27-13, 11-23, 17-27                           | |  |  |
|                              | Estadísticas J.Alessio 27 D.Russell 12 E.Carrasco 10 J.Alessio 22 | Reporte Pts Reb Asts Val              | Estadísticas 23 R.Johnson 7 D.Woods 12 S.Carrasco 29 S.Carrasco | Pabellón: Coliseo Antonio Azurmendy Árbitros: Raúl Aguilar (CC) Carla Vargas (1) Carlos Escobar (2) Televisión: lnbchile.tv |  |  |
| UdeC gana la serie, 3-0      |                                                                   |                                       |                                                                 | |  |  |
|                              |                                                                   |                                       |                                                                 | |  |  |

Universidad de Concepción gana la serie 3-0 y avanzan a semifinales.

### Semifinales
1 Colegio Los Leones vs 4 Universidad de Concepción
| 14 de junio de 2024 Partido 1 | Los Leones de Quilpué                                      | 65–73 (Series: 0-1)                  | Universidad de Concepción                                       | Quilpué |  |  |
| 20:30                         | Parciales: 16-26, 20-17, 22-14, 7-16                       | Parciales: 16-26, 20-17, 22-14, 7-16 | Parciales: 16-26, 20-17, 22-14, 7-16                            | |  |  |
|                               | Estadísticas I.Carrion 17 J.Evans 6 A.Moore 5 I.Carrion 19 | Reporte Pts Reb Asts Val             | Estadísticas 23 R.Johnson 9 R.Johnson 5 S.Carrasco 25 R.Johnson | Pabellón: Gimnasio El Cubil Árbitros: Enzo Fernández (CC) Raúl Aguilar (1) Samuel Romero (2) Televisión: CDO Premium lnbchile.tv |  |  |
| UdeC lidera la sere, 1-0      |                                                            |                                      |                                                                 | |  |  |
|                               |                                                            |                                      |                                                                 | |  |  |

| 15 de junio de 2024 Partido 2 | Los Leones de Quilpué                                       | 82–69 (Series: 1-1)                   | Universidad de Concepción                                      | Quilpué |  |  |
| 21:00                         | Parciales: 20-19, 23-14, 21-13, 18-23                       | Parciales: 20-19, 23-14, 21-13, 18-23 | Parciales: 20-19, 23-14, 21-13, 18-23                          | |  |  |
|                               | Estadísticas I.Carrion 19 J.Evans 10 A.Moore 8 I.Carrion 21 | Reporte Pts Reb Asts Val              | Estadísticas 18 R.Johnson 10 R.Johnson 5 S.Carrasco 23 D.Woods | Pabellón: Gimnasio El Cubil Asistencia: 800 espectadores Árbitros: Claudio Osorio (CC) Pablo Mardones (1) Miguel Bravo (2) Televisión: CDO Premium lnbchile.tv |  |  |
| Serie empatada, 1-1           |                                                             |                                       |                                                                | |  |  |
|                               |                                                             |                                       |                                                                | |  |  |

| 22 de junio de 2024 Partido 3 | Universidad de Concepción                                          | 89–87 (Series: 2-1)                   | Los Leones de Quilpué                                      | Concepción |  |  |
| 21:00                         | Parciales: 14-25, 18-20, 32-17, 25-25                              | Parciales: 14-25, 18-20, 32-17, 25-25 | Parciales: 14-25, 18-20, 32-17, 25-25                      | |  |  |
|                               | Estadísticas S.Carrasco 26 R.Johnson 10 S.Carrasco 6 S.Carrasco 35 | Reporte Pts Reb Asts Val              | Estadísticas 22 J.Evans 7 I.Carrión 8 A.Moore 21 I.Carrión | Pabellón: Casa del Deporte Árbitros: Sebastián Negrón (CC) Pablo Mardones (1) Eric Navarrete (2) Televisión: CDO Premium lnbtv.cl |  |  |
| UdeC lidera la serie, 2-1     |                                                                    |                                       |                                                            | |  |  |
|                               |                                                                    |                                       |                                                            | |  |  |

| 23 de junio de 2024 Partido 4 | Universidad de Concepción                                    | 64–66 (Series: 2-2)                   | Los Leones de Quilpué                                    | Concepción |  |  |
| 20:30                         | Parciales: 16-17, 14-19, 17-18, 17-12                        | Parciales: 16-17, 14-19, 17-18, 17-12 | Parciales: 16-17, 14-19, 17-18, 17-12                    | |  |  |
|                               | Estadísticas C.Milano 19 C.Milano 8 S.Carrasco 7 C.Milano 22 | Reporte Pts Reb Asts Val              | Estadísticas 19 D.Jones 6 J.Evans 3 A.Moore 15 S.Mijares | Pabellón: Casa del Deporte Árbitros: Enzo Fernández (CC) Claudio Osorio (1) Mauricio Silva (2) Televisión: CDO Premium lnbtv.cl |  |  |
| Serie empatada, 2-2           |                                                              |                                       |                                                          | |  |  |
|                               |                                                              |                                       |                                                          | |  |  |

| 28 de junio de 2024 Partido 5 | Los Leones de Quilpué                                   | 79–70 (Series: 3-2)                   | Universidad de Concepción                                       | Quilpué |  |  |
| 20:30                         | Parciales: 16-20, 29-18, 22-14, 12-18                   | Parciales: 16-20, 29-18, 22-14, 12-18 | Parciales: 16-20, 29-18, 22-14, 12-18                           | |  |  |
|                               | Estadísticas J.Evans 27 J.Evans 14 A.Moore 5 J.Evans 27 | Reporte Pts Reb Asts Val              | Estadísticas 23 S.Carrasco 7 D.Silva 4 S.Carrasco 28 S.Carrasco | Pabellón: Gimnasio El Cubil Asistencia: 1000 espectadores Árbitros: Felipe Ibarra (CC) Sebastián Negrón (1) Raúl Aguilar (2) Televisión: CDO Premium lnbchile.tv |  |  |
| Leones gana la serie, 3-2     |                                                         |                                       |                                                                 | |  |  |
|                               |                                                         |                                       |                                                                 | |  |  |

Los Leones de Quilpué gana la serie 3-2, avanzan a las finales y clasifican a competencias internacionales.
2 ABA Ancud vs 3 Español de Osorno
| 15 de junio de 2024 Partido 1 | ABA Ancud                                                      | 103–107 (Series: 0-1)                                          | Español de Osorno                                              | Ancud |  |  |
| 18:30                         | Parciales: 20-26, 15-19, 18-16, 24-16, (6-6), (10-10), (10-14) | Parciales: 20-26, 15-19, 18-16, 24-16, (6-6), (10-10), (10-14) | Parciales: 20-26, 15-19, 18-16, 24-16, (6-6), (10-10), (10-14) | |  |  |
|                               | Estadísticas A.Fuller 28 A.Fuller 12 F.Morales 10 A.Fuller 32  | Reporte Pts Reb Asts Val                                       | Estadísticas 23 A.Louis 17 R.Hassan 8 A.Wrighten 27 R.Hassan   | Pabellón: Gimnasio Fiscal de Ancud Asistencia: 2000 espectadores Árbitros: Carla Vargas (CC) Álex Morales (1) Álvaro Hermosilla (2) Televisión: CDO Premium lnbchile.tv |  |  |
| Español lidera la serie, 1-0  |                                                                |                                                                |                                                                | |  |  |
|                               |                                                                |                                                                |                                                                | |  |  |

| 16 de junio de 2024 Partido 2 | ABA Ancud                                                     | 83–65 (Series: 1-1)                   | Español de Osorno                                           | Ancud |  |  |
| 20:00                         | Parciales: 20-10, 17-13, 24-20, 22-22                         | Parciales: 20-10, 17-13, 24-20, 22-22 | Parciales: 20-10, 17-13, 24-20, 22-22                       | |  |  |
|                               | Estadísticas P.Barraza 17 A.Fuller 14 F.Morales 4 A.Fuller 29 | Reporte Pts Reb Asts Val              | Estadísticas 18 A.Louis 9 R.Hassan 4 A.Wrighten 17 R.Hassan | Pabellón: Gimnasio Fiscal de Ancud Asistencia: 2000 espectadores Árbitros: Raúl Aguilar (CC) Carlos Escobar (1) Rodrigo Robles (2) Televisión: CDO Premium lnbchile.tv |  |  |
| Serie empatada, 1-1           |                                                               |                                       |                                                             | |  |  |
|                               |                                                               |                                       |                                                             | |  |  |

| 22 de junio de 2024 Partido 3 | Español de Osorno                                           | 72–68 (Series: 2-1)                   | ABA Ancud                                                     | Osorno |  |  |
| 18:30                         | Parciales: 17-19, 13-16, 23-14, 19-19                       | Parciales: 17-19, 13-16, 23-14, 19-19 | Parciales: 17-19, 13-16, 23-14, 19-19                         | |  |  |
|                               | Estadísticas A.Louis 25 A.Louis 14 A.Wrighten 12 A.Louis 31 | Reporte Pts Reb Asts Val              | Estadísticas 20 F.Morales 10 A.Fuller 6 F.Morales 19 A.Fuller | Pabellón: Gimnasio María Gallardo Asistencia: 3000 espectadores Árbitros: Enzo Fernández (CC) Claudio Osorio (1) Álvaro Tudela (2) Televisión: CDO Premium lnbchile.tv |  |  |
| Español lidera la serie, 2-1  |                                                             |                                       |                                                               | |  |  |
|                               |                                                             |                                       |                                                               | |  |  |

| 23 de junio de 2024 Partido 4 | Español de Osorno                                              | 91–61 (Series: 3-1)                   | ABA Ancud                                                    | Osorno |  |  |
| 18:00                         | Parciales: 17-13, 23-13, 20-11, 31-24                          | Parciales: 17-13, 23-13, 20-11, 31-24 | Parciales: 17-13, 23-13, 20-11, 31-24                        | |  |  |
|                               | Estadísticas A.Wrighten 27 A.Louis 10 A.Moraga 7 A.Wrighten 28 | Reporte Pts Reb Asts Val              | Estadísticas 19 A.Fuller 11 A.Fuller 5 R.Goodwin 24 A.Fuller | Pabellón: Gimnasio María Gallardo Asistencia: 3500 espectadores Árbitros: Sebastián Negrón (CC) Raúl Aguilar (1) Pablo Mardones (2) Televisión: CDO Premium lnbchile.tv |  |  |
| Español gana la serie, 3-1    |                                                                |                                       |                                                              | |  |  |
|                               |                                                                |                                       |                                                              | |  |  |

Español de Osorno gana la serie 3-1, avanzan a las finales y clasifican a competencias internacionales.

## Finales

### 1Colegio Los Leones vs3Español de Osorno
| 6 de julio de 2024 Partido 1 | Los Leones de Quilpué                                     | 72–58 (Series: 1-0)                   | Español de Osorno                                      | Quilpué |  |  |
| 20:30                        | Parciales: 10-15, 19-12, 25-13, 18-18                     | Parciales: 10-15, 19-12, 25-13, 18-18 | Parciales: 10-15, 19-12, 25-13, 18-18                  | |  |  |
|                              | Estadísticas A.Moore 20 I.Carrion 10 D.Jones 4 A.Moore 22 | Reporte Pts Reb Asts Val              | Estadísticas 12 A.Louis 8 A.Louis 3 S.Suarez 12 B.Amor | Pabellón: Gimnasio El Cubil Asistencia: 1200 espectadores Árbitros: Raúl Aguilar (CC) Carla Vargas (1) Pablo Mardones (2) Televisión: CDO Premium lnbchile.tv |  |  |
| Leones lidera la serie, 1-0  |                                                           |                                       |                                                        | |  |  |
|                              |                                                           |                                       |                                                        | |  |  |

| 7 de julio de 2024 Partido 2 | Los Leones de Quilpué                                     | 78–72 (Series: 2-0)                   | [Club Deportivo Español de Osorno                        | Quilpué |  |  |
| 20:30                        | Parciales: 23-15, 17-24, 26-11, 12-22                     | Parciales: 23-15, 17-24, 26-11, 12-22 | Parciales: 23-15, 17-24, 26-11, 12-22                    | |  |  |
|                              | Estadísticas D.Jones 15 A.Moore 9 J.Evans 6 B.Carabali 20 | Reporte Pts Reb Asts Val              | Estadísticas 23 J.Evans 7 A.Louis 8 B.Amor 22 A.Wrighten | Pabellón: Gimnasio El Cubil Árbitros: Claudio Osorio (CC) Mariajesús González (1) Miguel Bravo (2) Televisión: CDO Premium lnbchile.tv |  |  |
| Leones lidera la serie, 2-0  |                                                           |                                       |                                                          | |  |  |
|                              |                                                           |                                       |                                                          | |  |  |

| 12 de julio de 2024 Partido 3 | Español de Osorno                                              | 82–71 (Series: 1-2)                   | Los Leones de Quilpué                                     | Osorno |  |  |
| 20:30                         | Parciales: 23-20, 19-17, 21-16, 19-18                          | Parciales: 23-20, 19-17, 21-16, 19-18 | Parciales: 23-20, 19-17, 21-16, 19-18                     | |  |  |
|                               | Estadísticas A.Wrighten 27 A.Louis 6 C.Lauler 7 'A.Wrighten 23 | Reporte Pts Reb Asts Val              | Estadísticas 15 J.Evans 9 J.Evans 6 A.Moore 23 B.Carabali | Pabellón: Gimnasio María Gallardo Asistencia: 2800 espectadores Árbitros: Enzo Fernández (CC) Sebastián Negrón (1) Álvaro Tudela (2) Televisión: CDO Premium lnbchile.tv |  |  |
| Leones lidera la serie, 2-1   |                                                                |                                       |                                                           | |  |  |
|                               |                                                                |                                       |                                                           | |  |  |

| 13 de julio de 2024 Partido 4 | Español de Osorno                                            | 61–62 (Series: 1-3)                   | Los Leones de Quilpué                                      | Osorno |  |  |
| 20:30                         | Parciales: 20-12, 12-12, 14-20, 15-18                        | Parciales: 20-12, 12-12, 14-20, 15-18 | Parciales: 20-12, 12-12, 14-20, 15-18                      | |  |  |
|                               | Estadísticas A.Wrighten 22 R.Hassan 8 B.Amor 4 A.Wrighten 24 | Reporte Pts Reb Asts Val              | Estadísticas 22 J.Evans 8 I.Carrion 5 A.Moore 24 I.Carrión | Pabellón: Gimnasio María Gallardo Asistencia: 4000 espectadores Árbitros: Felipe Ibarra (CC) Raúl Aguilar (1) Pablo Mardones (2) Televisión: CDO Premium lnbchile.tv |  |  |
| Leones lidera la serie, 3-1   |                                                              |                                       |                                                            | |  |  |
|                               |                                                              |                                       |                                                            | |  |  |

| 20 de julio de 2024 Partido 5 | Los Leones de Quilpué                                    | 104–69 (Series: 4-1)                  | Español de Osorno                                      | Quilpué |  |  |
| 20:30                         | Parciales: 29-18, 26-16, 27-21, 22-11                    | Parciales: 29-18, 26-16, 27-21, 22-11 | Parciales: 29-18, 26-16, 27-21, 22-11                  | |  |  |
|                               | Estadísticas A.Moore 29 J.Evans 6 S.Mijares 9 A.Moore 33 | Reporte Pts Reb Asts Val              | Estadísticas 23 A.Louis 6 R.Hassan 3 B.Amor 17 A.Louis | Pabellón: Gimnasio El Cubil Asistencia: 1600 espectadores Árbitros: Felipe Ibarra (CC) Enzo Fernández (1) Sebastián Negrón (2) Televisión: CDO Premium lnbchile.tv |  |  |
| Leones gana la serie, 4-1     |                                                          |                                       |                                                        | |  |  |
|                               |                                                          |                                       |                                                        | |  |  |

Los Leones de Quilpué gana la serie 4-1 y gana su primer título de la competición.

## Campeón
|                                           |
| Colegio Los Leones de Quilpué 1.er título |

## Clasificación a competencias internacionales

### Liga de Campeones
| Equipo                        | Vía                |
| ----------------------------- | ------------------ |
| Colegio Los Leones de Quilpué | Campeón de la Liga |

### Liga Sudamericana de Clubes
| Equipo            | Vía                             |
| ----------------- | ------------------------------- |
| Español de Osorno | Subcampeón de la Liga           |
| ABA Ancud         | Semifinalista Mejor posicionado |

## Distinciones

### Mejor valoración de la semana
Fase regular
| Semana | Jugador             | Equipo                    | Val. | Ref.   |
| ------ | ------------------- | ------------------------- | ---- | ------ |
| 1      | Luis Mérida         | Las Ánimas                | 32   | [ 8 ]  |
| 2      | Domont'a Wright     | Liceo Pablo Neruda        | 37   | [ 9 ]  |
| 3      | Erik Thomas         | ABA Ancud                 | 41   | [ 10 ] |
| 4      | Álvaro Peña         | Basket UC                 | 35   | [ 11 ] |
| 5      | Latraius Mosley     | Naviera Ulloa de Castro   | 49   | [ 12 ] |
| 6      | Domont'a Wirght (2) | Liceo Pablo Neruda        | 38   | [ 13 ] |
| 6      | Dwayne Russell      | CD Valdivia               | 38   | [ 13 ] |
| 7      | Derrick Woods       | Universidad de Concepción | 38   | [ 14 ] |
| 8      | Roquez Johnson      | Universidad de Concepción | 33   | [ 15 ] |
| 9      | Justin Everett      | Municipal Puente Alto     | 35   | [ 16 ] |
| 10     | Rakim Brown         | Las Ánimas                | 39   | [ 17 ] |
| 11     | Gabriel Mendes      | Liceo Pablo Neruda        | 48   | [ 18 ] |
| 12     | Roquez Johnson (2)  | Universidad de Concepción | 34   | [ 19 ] |
| 13     | Rakim Brown (2)     | Las Ánimas                | 35   | [ 20 ] |
| 14     | Cristian Amicucci   | Las Ánimas                | 37   | [ 21 ] |
| 15     | Rashad Hassan       | Español de Osorno         | 44   | [ 22 ] |

Play-in y Play-out
| Semana | Jugador         | Equipo            | Val. | Ref.   |
| ------ | --------------- | ----------------- | ---- | ------ |
| 1      | Jordan Cárdenas | CEB Puerto Montt  | 38   | [ 23 ] |
| 2      | Jonathan Ocasio | Sportiva Italiana | 38   | [ 24 ] |

Cuartos de final
| Semana | Jugador          | Equipo                | Val. | Ref.   |
| ------ | ---------------- | --------------------- | ---- | ------ |
| 1      | Brandon Peterson | Colegio Los Leones    | 36   | [ 25 ] |
| 2      | Augusto Alonso   | Municipal Puente Alto | 32   | [ 26 ] |
| 3      | Franco Morales   | ABA Ancud             | 36   | [ 27 ] |

Semifinales
| Semana | Jugador            | Equipo                    | Val. | Ref.   |
| ------ | ------------------ | ------------------------- | ---- | ------ |
| 1      | Aaron Fuller       | ABA Ancud                 | 32   | [ 28 ] |
| 2      | Sebastián Carrasco | Universidad de Concepción | 35   | [ 29 ] |
| 3      | Jerry Evans        | Colegio Los Leones        | 27   | [ 30 ] |

Finales
| Partido | Jugador         | Equipo             | Val. | Ref.   |
| ------- | --------------- | ------------------ | ---- | ------ |
| 1       | Alani Moore     | Colegio Los Leones | 22   | [ 31 ] |
| 2       | Bryan Carabalí  | Colegio Los Leones | 20   | [ 32 ] |
| 3       | Austin Wrighten | Español de Osorno  | 23   | [ 33 ] |
| 4       | Ignacio Carrión | Colegio Los Leones | 24   | [ 34 ] |
| 5       | Alani Moore     | Colegio Los Leones | 22   | [ 35 ] |

### Líderes de la temporada
Puntos Totales
|   | Jugador        | Equipo            | PTOT | PPP  | PJ |
| - | -------------- | ----------------- | ---- | ---- | -- |
| 1 | Rakim Brown    | Las Ánimas        | 679  | 19,4 | 35 |
| 2 | Arnold Louis   | Español de Osorno | 659  | 18,3 | 36 |
| 3 | Keaton Hervey  | Sportiva Italiana | 586  | 18,9 | 31 |
| 4 | Franco Morales | ABA Ancud         | 501  | 14,7 | 34 |
| 5 | Roquez Johnson | UdeC              | 496  | 20,7 | 24 |

- PTOT: Puntos totales
- PPP: Puntos por partido
- PJ: Partidos jugados

Rebotes por partido
|   | Jugador        | Equipo             | RPP  | ROPP | PJ |
| - | -------------- | ------------------ | ---- | ---- | -- |
| 1 | Domonta Wright | Liceo Pablo Neruda | 12,8 | 4,7  | 26 |
| 2 | Justin Jackson | Naviera Ulloa      | 11,0 | 1,8  | 17 |
| 3 | Keaton Hervey  | Sportiva Italiana  | 9,8  | 2,3  | 31 |
| 4 | Dwayne Russell | CDV                | 9,7  | 3,4  | 28 |
| 5 | Rakim Brown    | Las Ánimas         | 9,7  | 1,6  | 35 |

- RPP: Rebotes por partido
- ROPP: Rebotes ofensivos por partido
- PJ: Partidos jugados

Asistencias por partido
|   | Jugador            | Equipo           | APP  | PJ |
| - | ------------------ | ---------------- | ---- | -- |
| 1 | Franco Morales     | ABA Ancud        | 7,38 | 34 |
| 2 | Francisco Bravo    | Español de Talca | 6,32 | 28 |
| 3 | Erik Carrasco      | CDV              | 6,03 | 29 |
| 4 | Sebastián Carrasco | UdeC             | 5,93 | 30 |
| 5 | Alani Moore        | Los Leones       | 5,28 | 39 |

- APP: Asistencias por partido
- PJ: Partidos Jugados

Robos por partido
|   | Jugador        | Equipo            | RT | RPP  | PJ |
| - | -------------- | ----------------- | -- | ---- | -- |
| 1 | Alani Moore    | Los Leones        | 68 | 1,74 | 39 |
| 2 | Rakim Brown    | Las Ánimas        | 66 | 1,89 | 35 |
| 3 | Barham Amor    | Español de Osorno | 63 | 1,62 | 39 |
| 4 | Arnold Louis   | Español de Osorno | 58 | 1,61 | 36 |
| 5 | Franco Morales | ABA Ancud         | 51 | 1,50 | 34 |

- RT: Robos Totales
- RPP: Robos por partido
- PJ: Partidos Jugados

Tapones por partido
|   | Jugador        | Equipo             | TT | TPP  | PJ |
| - | -------------- | ------------------ | -- | ---- | -- |
| 1 | Xavier Gibson  | ABA Ancud          | 44 | 1,57 | 28 |
| 2 | Domonta Wright | Liceo Pablo Neruda | 35 | 1,35 | 26 |
| 3 | Justin Jackson | Naviera Ulloa      | 32 | 1,88 | 17 |
| 4 | Derrick Woods  | UdeC               | 25 | 0,83 | 30 |
| 5 | Rashad Hassan  | Español de Osorno  | 25 | 0,83 | 30 |

- TT: Tapas Totales
- TPP: Tapas por partido
- PJ: Partidos Jugados

## Premios de la temporada
MVP de la Fase Regular
- Roquez Johnson ( Universidad de Concepción)

MVP de las Finales
- Alani Moore ( Colegio Los Leones)

Mejor Exterior
- Austin Wrighten ( Español de Osorno)

Mejor Interior
- Erik Thomas ( ABA Ancud)

Mejor Pívot
- Roquez Johnson ( Universidad de Concepción)

Mejor Sexto Hombre
- Ignacio Carrión ( Colegio Los Leones)

Mejor Defensor
- Xavier Gibson ( ABA Ancud)

Mejor Jugador Extranjero
- Austin Wrighten ( Español de Osorno)

Mejor Jugador Nacional
- Franco Morales ( ABA Ancud)

Quinteto ideal
| Primer Equipo   | Primer Equipo             | Segundo Equipo     | Segundo Equipo            |
| --------------- | ------------------------- | ------------------ | ------------------------- |
| Franco Morales  | ABA Ancud                 | Sebastián Carrasco | Universidad de Concepción |
| Austin Wrighten | Español de Osorno         | Dwayne Russell     | Club Deportivo Valdivia   |
| Jerry Evans     | Colegio Los Leones        | Rakim Brown        | Las Ánimas de Valdivia    |
| Erik Thomas     | ABA Ancud                 | Xavier Gibson      | ABA Ancud                 |
| Roquez Johnson  | Universidad de Concepción | Arnold Louis       | Español de Osorno         |

## Cronología
| Predecesor: Liga UNO 2023 | Liga UNO 2024 | Sucesor: Liga UNO 2025 |

- Datos: Q124281192